# برینلی آلن
برینلی آلن (انگلیسی: Bryn Allen; ۲۳ مارس ۱۹۲۱ – ۲۱ ژوئیهٔ ۲۰۰۵) بازیکن فوتبال اهل بریتانیا بود.
از باشگاه‌هایی که در آن بازی کرده‌است می‌توان به باشگاه فوتبال کاونتری سیتی، باشگاه فوتبال کاردیف سیتی، باشگاه فوتبال هرفورد یونایتد، باشگاه فوتبال نیوپورت کانتی، باشگاه فوتبال ردینگ، و باشگاه فوتبال سوانزی سیتی اشاره کرد.
وی همچنین در تیم ملی فوتبال ولز بازی کرده‌است.